# Lithocarpus eichleri
Lithocarpus eichleri är en bokväxtart som först beskrevs av Theodor Wenzig, och fick sitt nu gällande namn av Aimée Antoinette Camus. Lithocarpus eichleri ingår i släktet Lithocarpus och familjen bokväxter. Inga underarter finns listade.